# Foozay Music
Foozay Music（フゼイ・ミュージック）はかつて存在していた音楽会社EMIミュージック・ジャパンが所有するレーベルの一つであった。2013年3月31日をもってEMIミュージック・ジャパンが解散し、2013年4月1日よりユニバーサルミュージック邦楽制作部門の「EMI Records Japan」に集約されたためレーベルも消滅した。

## 所属アーティスト

### 国内
- 宇多田ヒカル （Virgin Musicから異動）
- Splash Candy （Virgin Musicから異動）
- theSoul
- JYONGRI
- 玉手ゆういち

## 過去に所属していたアーティスト
- 上原奈美 （Virgin Musicから異動→その後契約終了？）